# Ares Ludovisi

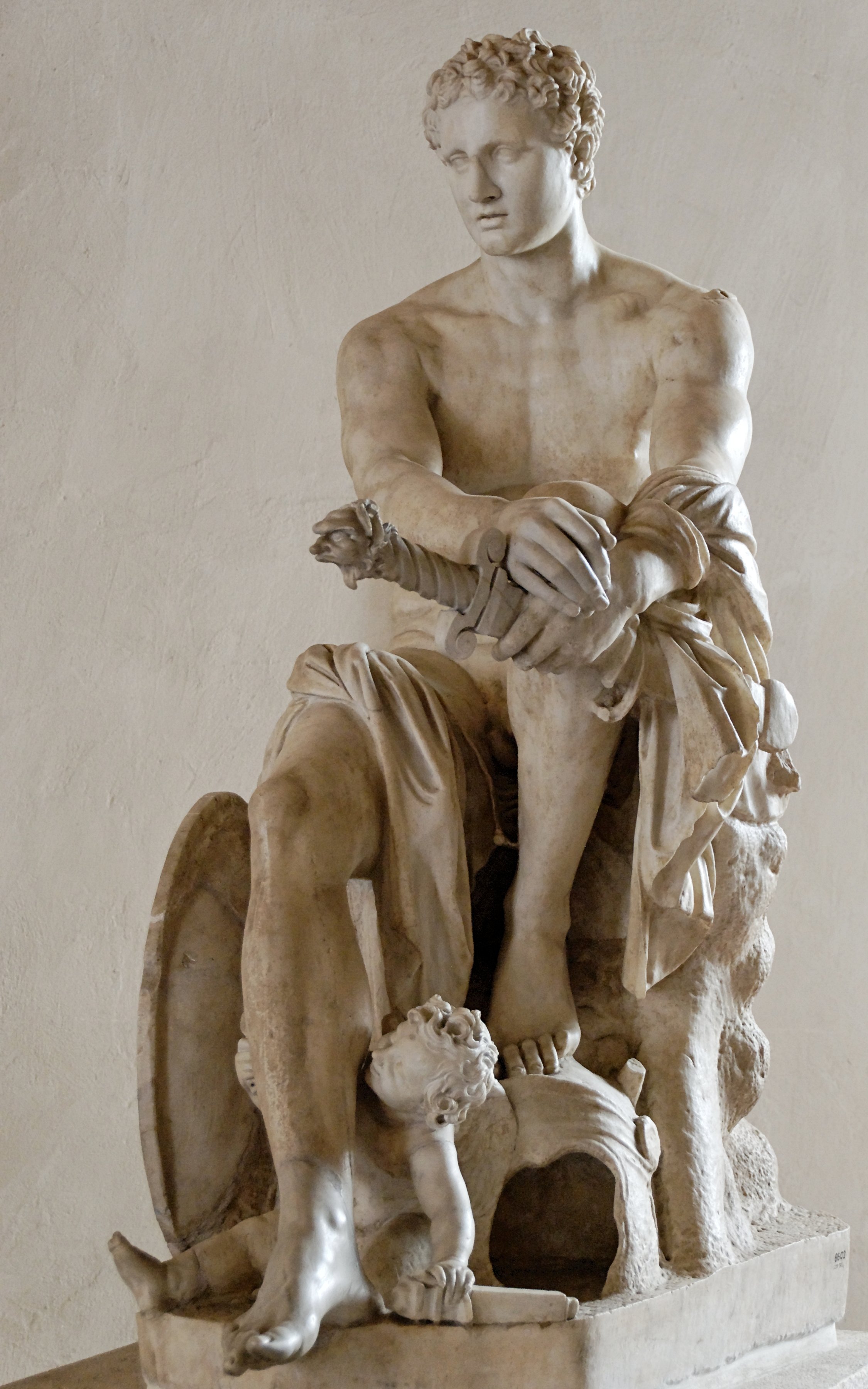
Vista de conjunto.

Ares Ludovisi es la denominación historiográfica de una escultura en mármol de 156 cm de altura
 conservada en el Museo Nazionale Romano del Palazzo Altemps, en Roma. Datable en el siglo II, es considerada como la copia romana de un original griego de finales del siglo IV a. C., atribuido a Escopas o a Lisipo. Su tradicional identificación con el dios griego Ares (el romano Marte) ha sido recientemente cuestionada, proponiéndose que formaría parte de un grupo escultórico junto con una Thetis de la misma época conservada también en el Museo Nazionale Romano; con lo que sería más lógico que fuera un Aquiles (hijo de esa ninfa).
El personaje representado es un joven imberbe desnudo (con excepción de un ropaje enrollado entre sus miembros), sentado en un trofeo de armas y asiendo una espada por la vaina, mientras un Cupido o Eros juega con su pierna derecha (lo que se ha interpretado tradicionalmente como que el dios de la guerra, en un momento de reposo, es objeto de amor). Johann Joachim Winckelmann, en su catálogo de la Colección Ludovisi, consideraba la pieza como el Marte más bello que se había conservado de la Antigüedad clásica.
Descubierta en 1622 cerca de la iglesia de San Salvatore in Campo, aparentemente formaba parte del templo de Marte fundado el año 132 a. C. por Décimo Junio Bruto Galaico al sur del Campus Martius, del que quedan pocos restos. Pietro Santi Bartoli recoge en sus notas que fue encontrada cerca del Palazzo Santa Croce en Rione Campitelli durante unas excavaciones de drenaje. Fue adquirida para la colección que había iniciado el cardenal Ludovico Ludovisi (1595–1632), sobrino del papa Gregorio XV, en la espléndida Villa Ludovisi y sus jardines que construyó cerca de Porta Pinciana, en el mismo lugar donde Julio César y Octavio Augusto habían tenido su villa. 
El Ares fue ligeramente restaurado por el entonces joven Gian Lorenzo Bernini, que refinó su superficie y le añadió el pie derecho. Probablemente también talló la mayor parte del Cupido, que, como notan Haskell y Penny, no aparece en la réplica en bronce de Susini ni en los grabados de la antología de Maffei.

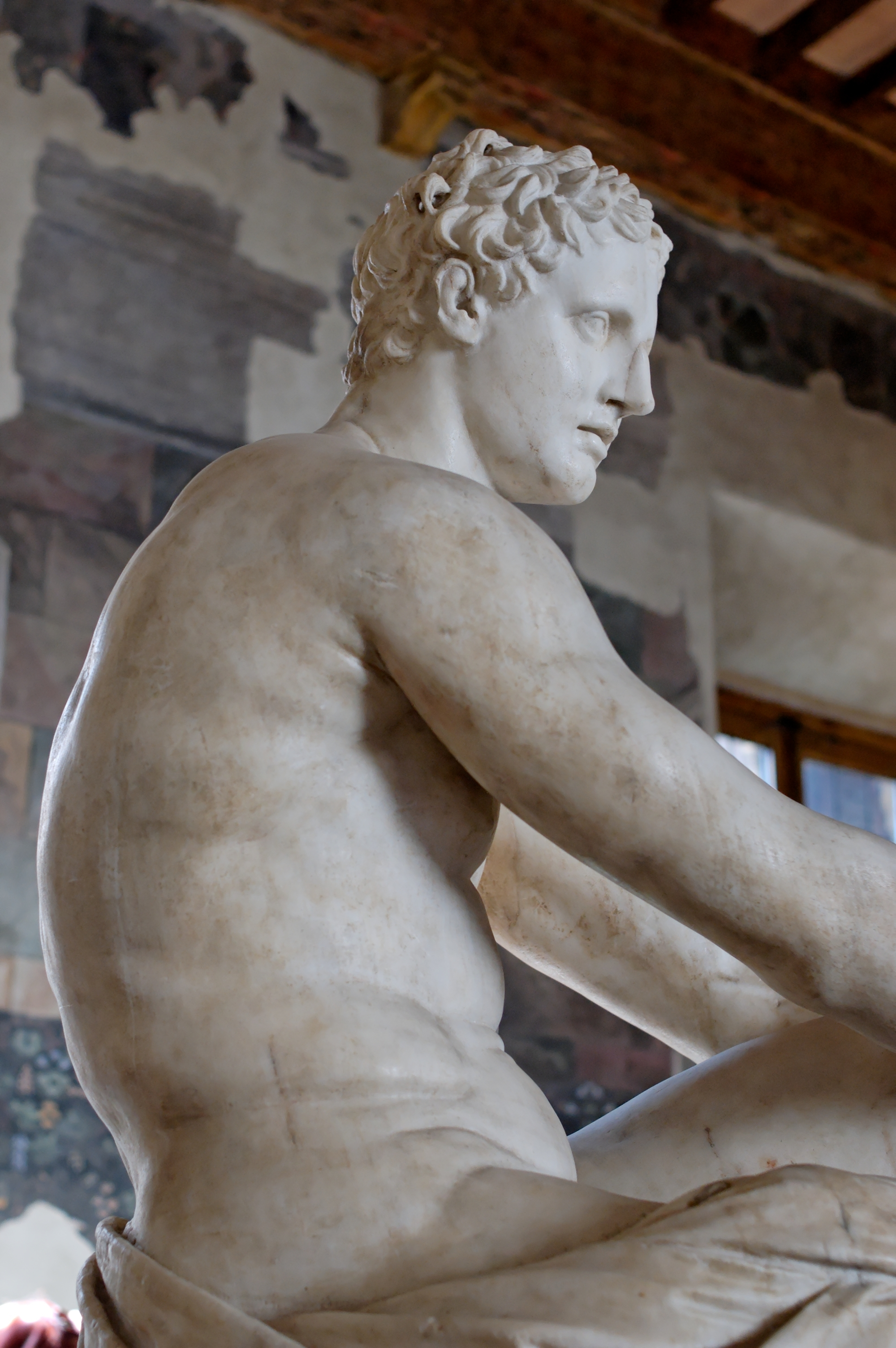
Detalle.

La obra tuvo una acogida excepcional. Gian Francesco Susini, sobrino, heredero y ayudante de Antonio Susini, realizó una copia en bronce a pequeña escala durante su estancia en Roma (década de 1630), al tiempo que copiaba otros mármoles de la Colección Ludovisi. Otra copia en bronce se conserva en el Ashmolean Museum de Oxford. En el siglo XVIII, el Ares Ludovisi era una de las obras que se consideraban de contemplación ineludible para los viajeros del llamado grand tour. Así, el retrato de John Talbot como turista en 1773, se hace incluyendo al Ares Ludovisi, ante el que posa con gran familiaridad. También se compraban grabados, más asequibles, como los que realizó en Villa Ludovisi en 1783 Francesco Piranesi, hijo de Giambattista Piranesi. Copias del Ares Ludovisi llegaron a muchos museos, como la Gliptoteca de Copenhague, convirtiéndose en modelo de "academias" para el aprendizaje de generaciones de artistas.
En 1901, el por entonces heredero, príncipe Boncampagni-Ludovisi, llevó a subasta las antigüedades de la Colección Ludovisi, que se dispersó por museos de Europa y Estados Unidos, aunque el Estado italiano adquirió 96 piezas, entre ellas el Ares.
La obra se usa como emblema del club deportivo Aris Salónica.